# 5-й домобранский Пулский пехотный полк
5-й домобранский Пулский пехотный полк (нем. k.k. Landwehrinfanterieregiment „Pola“ Nr. 5, хорв. 5. domobranska pješačka pukovnija Pula, словен. Cesarsko-kraljevi deželnobrambovski pehotni polk št. 5) — пехотный полк Австрийского ландвера (ополчения вооружённых сил Австро-Венгрии). Штаб-квартира полка располагалась в Пуле с 1906 года.

## История
Образован в 1889 году в Линце. С 1903 по 1905 годы 1-й батальон базировался в Триесте, 2-й — в Горице, 3-й — в Пуле. В 1906 году штаб и все батальоны переведены в Пулу (2-й батальон временно до 1908 года находился в Горице). В 1914 году полк включён в состав 45-й пехотной бригады, 22-й дивизии, 3-го корпуса 2-й армии. В составе корпуса служили преимущественно словенцы (45%), хорваты (22%) и итальянцы (20%), остальные нации составляли 8%.
В начале Первой мировой войны полк отправился на Восточный фронт, где участвовал в боях против России в Галиции и частично на территории Белоруссии (около Брест-Литовска). Некоторые подразделения полка дрались недалеко от современного польского города Гижичко. Часть солдат была похоронена на военном кладбище в Папортках (Варминьско-Мазурское воеводство, северо-восток Польши). В октябре 1915 года два батальона отправляются на оборону Пулы, а в июне 1916 года один из батальонов переведён в 13-й хорватско-славонский корпус. До конца войны полк участвовал преимущественно в боях за Италию. С 1917 года по распоряжению Карла I носил имя 5. Schützenregiment (SchR), введённое в рамках военной реформы, упразднившей «ландверы» и утвердившей «шютцен».

## Командование

### Список командующих
- Камилло Обермайер фон Марнах (1898)[4]
- полковник Алоис Цобель (1903—1904)
- полковник Георг Кликич (1905)
- полковник Максимилиан Гийом (1906)
- полковник Август Хайек (1907—1911)
- полковник Рихард Кеки (1912—1914)[5][6]

### Состав штаба[7]
- подполковник Евген Вучинич
- подполковник Бернард Зан
- подполковник Георг Митрович
- подполковник Хайнрих Мандольфо
- майор Эдмунд Лазар
- майор Петар Франичевич
- майор Эмиль Риттер фон Фишер